# Daniel Margot
Daniel Margot, né en 1934, est un journaliste et un écrivain suisse, également personnalité politique, membre des Verts.

## Parcours professionnel
Pendant dix ans, Daniel Margot travaille comme journaliste accrédité au Parlement suisse pour le 24 Heures et la Tribune de Lausanne, puis pour la Gazette de Lausanne et le Corriere del Ticino.
En 1973, il est nommé à la Société suisse de radiodiffusion et télévision (SSR) comme adjoint du Directeur général.
En 1980, il devient chef de l'information et conseiller personnel du conseiller fédéral Georges-André Chevallaz au Département militaire fédéral, puis du conseiller fédéral Jean-Pascal Delamuraz (dès 1987 au Département fédéral de l'économie publique).
En 1995, Daniel Margot est nommé délégué du Conseil fédéral à l'Exposition nationale suisse de 2002 jusqu'au 30 juin 2000,,.
Il sera jusqu'à sa retraite président de la Fondation internationale pour le développement durable.
Politiquement, il est conseiller communal de la commune de Pully de 2005 à 2011, puis conseiller municipal de 2011 à 2016, responsable du dicastère de la jeunesse et des affaires sociales.

## Auteur
Il a écrit deux livres évoquant Jean-Pascal Delamuraz, l'un des deux conseillers fédéraux dont il a été le conseiller personnel. En 1998, Jean-Pascal Delamuraz : Du caractère et du cœur, l'itinéraire d'un surdoué rencontre un fort succès, se vendant à 10 640 exemplaires en moins d'un mois. Sophie Pilloud, responsable d'édition chez Pierre-Marcel Favre, dira dans le quotidien Le Temps : « L'avis donné par les libraires nous laissait pressentir un succès, mais pas à ce point ».
En janvier 2018, il publie Le coq et l'abeille aux Éditions de L'Aire.

## Œuvre
- Jean-Pascal Delamuraz : Du caractère et du cœur, l'itinéraire d'un surdoué, éditions Favre, 1998.
- L'acteur européen Jean-Pascal Delamuraz : De l'usage d'une Suisse rétive mais pas chétive, éditions Peter Lang, collection « Mémoires de l'Europe en devenir », 2009.
- Le coq et l'abeille, éditions de l'Aire, 2018.